# 曾樹椿
曾樹椿（?—?），四川省敘州府慶符縣人，清朝政治人物、進士出身。
光緒九年（1883年），参加癸未科殿試，登進士二甲86名。同年五月，著以户部員外郎。